# Loredana Bertè
Loredana Bertè [loreˈdaːna berˈte] (Bagnara Calabra, 20 de setembro de 1950) é uma cantora italiana, é conhecida além de sua música por ter sida casada com jogador de tênis Bjorn Borg entre 1989 e 1993. Ela é a irmã da cantora Mia Martini. Bertè tem durante a sua carreira de mais de 30 anos uma longa série de álbuns lançados e diversas participações no Festival de Sanremo.